# Ardor (Erkki-Sven Tüür)
Ardor, concert voor marimba en orkest is een compositie van Erkki-Sven Tüür. Ardor is Estisch voor 'brandend', 'hitte'.

## Achtergrond
Tüür, zelf slagwerk gestudeerd, heeft in bijna al zijn composities een stem verwerkt voor het slagwerk; het duidelijkst is dat aanwezig in zijn 4e symfonie en dit soloconcert voor marimba. Hij werd daarbij geconfronteerd met een aantal moeilijkheden die bij een ander soloconcert niet gelden. De klank van een marimba verstomt bijna direct nadat het plankje wordt aangeslagen; andere muziekinstrumenten klinken nog na, dat heb je bij een marimba niet. Daarnaast zijn er niet zoveel musici die zich specifiek op de marimba toegelegd hebben, de meeste slagwerkers worden opgeleid om een hele ris van instrumenten te kunnen bespelen; specialisatie wordt minder toegepast. Zelfs binnen de slagwerkgroep is marimba een ondergeschoven kindje. Dit heeft er onder andere mee te maken dat er binnen de klassieke muziek weinig specifiek repertoire voor de instrumenten aanwezig is, behalve dan wellicht voor de pauken. Binnen de moderne klassieke muziek worden echter steeds meer werken geschreven, zodat ook de opleiding daarop moest aansluiten.
Tüürs kennis over het instrument heeft ertoe bijgedragen dat er bijna sprake is van een concert in de klassieke traditie; de muziek is dan wel modern, maar de marimba kan zijn eigen stem duidelijk laten horen. Omdat noten van lange duur niet mogelijk zijn, wordt er veelvuldig de techniek toegepast om hetzelfde blokje snel achter elkaar te raken. De compositie bestaat uit drie delen, die I, II en III genoemd zijn; tussen de delen zit een korte spanne rust.
De première van het werk werd gegeven door Pedro Carneiro, begeleid door het BBC National Orchestra of Wales, geleid door Petri Sakari op 25 januari 2002 in Cardiff.

## Bron en discografie
- uitgave ECM Records; Pedro Carneiro (solist) met het Nationaal Symfonieorkest van Estland o.l.v. Olari Elts.